# Geoff Appleford
Pas d'image ? Cliquez ici

a Compétitions nationales et continentales officielles uniquement.

b Matchs officiels uniquement.

Geoff N. Appleford, est né le 26 septembre 1977 à Dundee (Afrique du Sud). C’est un joueur de rugby à XV, évoluant au poste de trois quart centre (1,90 m et 95 kg). International annglais de rugby à XV à une reprise, il est également international de rugby à sept.

## Biographie
Il évolue avec les Natal Sharks et les Mpumalanga Puma, disputant également quelques rencontres de Super 12 avec les Sharks, avant de rejoindre les London Irish en 2000. Il fait ses débuts internationaux avec l'Angleterre en rugby à sept en 2001. Puis il évolue avec le XV d'Angleterre en 2002, le 22 juin 2002 face à l'équipe d'Argentine. C'est sa seule cape avec cette sélection.
Il remporte la Coupe d'Angleterre de rugby à XV en 2002 avec les London Irish. Il est ensuite sous contrat avec les Northampton Saints dans le Championnat d'Angleterre entre 2005 et 2007 mais ne dispute finalement pas de rencontre, blessé à l'épaule droite lors d'un tournoi de rugby à sept en 2005. Après deux d'opérations et de soins, il déclare mettre un terme à sa carrière.

## Palmarès
- Coupe d'Angleterre de rugby à XV en 2002